# Delphinium delavayi
Delphinium delavayi är en ranunkelväxtart som beskrevs av Adrien René Franchet. Delphinium delavayi ingår i släktet storriddarsporrar, och familjen ranunkelväxter.

## Underarter
Arten delas in i följande underarter:
- D. d. baoshanense
- D. d. lasiandrum
- D. d. pogonanthum